# Junkers Motorenbau und Junkers Flugzeugwerk

„Der fliegende Mensch“, das 1924 von F. P. Drömmer entworfene Logo der Junkers-Flugzeugwerke

Die Junkers Motorenbau GmbH und die Junkers Flugzeugwerk AG waren Betriebe des deutschen Unternehmers, Erfinders, Konstrukteurs und Pioniers des Flugzeugbaus Hugo Junkers. Die Junkers Flugzeugwerk AG wurde 1919 und die Junkers Motorenbau GmbH 1923 in Dessau gegründet. Nach der Insolvenz des Junkers-Konzerns 1932 und der Übernahme der Werke durch das nationalsozialistische Regime vereinigte dieses Mitte 1936 beide Gesellschaften zur Junkers Flugzeug- und Motorenwerke AG und baute das Unternehmen zu einem der größten deutschen Rüstungskonzerne aus.
2015 wurden die Junkers Flugzeugwerke in Widnau (Schweiz) wiedergegründet.

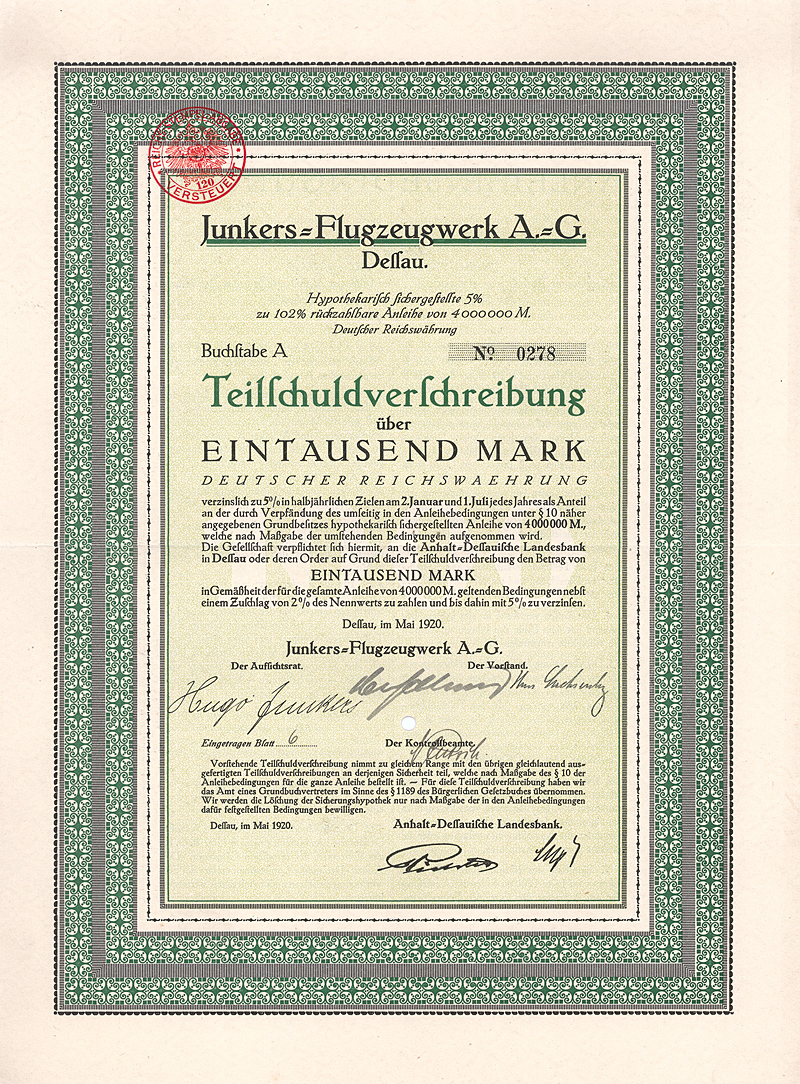
Teilschuldverschreibung über 1000 Mark der Junkers-Flugzeugwerk AG vom Mai 1920

## Erster Weltkrieg und Anfang der 1920er Jahre

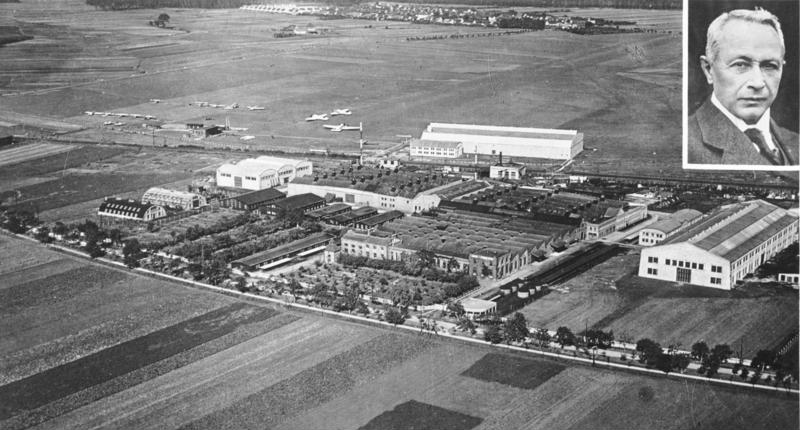
Junkers-Werke in Dessau, 1928

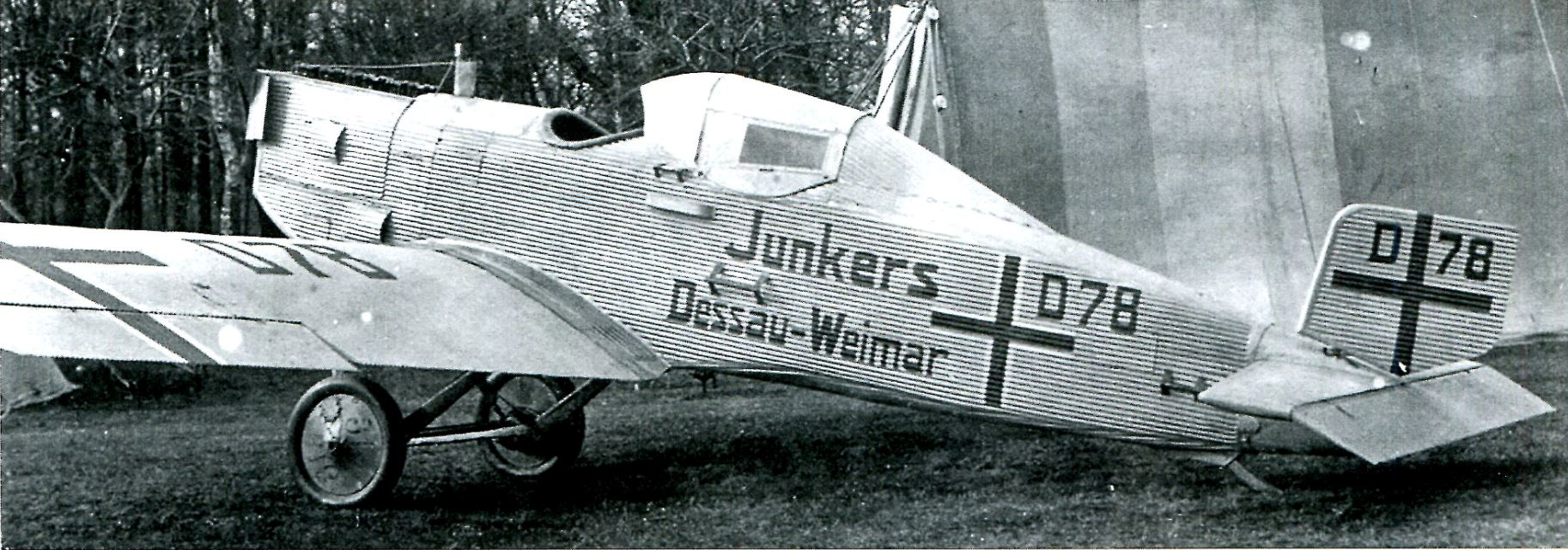
Junkers CL.I mit Kabinenaufsatz – zivil genutzt durch Junkers auf der Strecke Dessau-Weimar (um 1920)

In Magdeburg hatte Hugo Junkers schon 1913 eine Motorenfabrik eröffnet, die aber nur bis 1915 existierte. In diesem Jahr entwickelte er mit der Junkers J 1 das erste Ganzmetallflugzeug, das in seinem 1895 gegründeten Unternehmen Junkers & Co., Fabrik für Warmwasser- und Heizapparate hergestellt wurde. Da dieses Flugzeug recht schwer war und sich daher kaum als Jagdflugzeug eignete, wurde als Infanterieflugzeug der Ganzmetall-Anderthalbdecker Junkers J 4 entwickelt, der in größerer Stückzahl gebaut wurde. Im Oktober 1917 wurde unter dem Druck der Militärbehörden die Flugzeugsparte von Junkers & Co. zwangsweise mit dem Fokker Aeroplanbau in Schwerin zur Junkers-Fokker Werke AG (Jfa) mit Sitz in Dessau fusioniert.
Nach dem Ersten Weltkrieg und der hastigen Verlegung von Anthony Fokkers Flugzeugwerk in die Niederlande wurden die Jfa im April 1919 in Junkers Flugzeugwerk AG umfirmiert. Mit der Junkers F 13 baute das Unternehmen im gleichen Jahr das erste Ganzmetall-Verkehrsflugzeug der Welt. Da der Friedensvertrag von Versailles zunächst ein Bauverbot für Flugzeuge vorsah, das auch nach dessen Lockerung 1922 noch Leistungsbeschränkungen beinhaltete, ließ Junkers, wie andere deutsche Flugzeughersteller auch, die Maschinen im Ausland in Zweigbetrieben oder durch Kooperationen fertigen. Hierfür gründeten die Junkers Flugzeugwerke 1922 in Fili bei Moskau den Zweigbetrieb „Junkers-Werke Dessau, Zentrale für Russland“ und 1924 in Schweden die AB Flygindustri. Der Vertrag mit Sowjetrussland war zwar auf dreißig Jahre angelegt, wurde jedoch bereits nach vier Jahren von Seiten der UdSSR beendet. Junkers ging dadurch 1926 mit einem Verlust von 10 Millionen Reichsmark aus dieser Kooperation heraus. In Fili wurden die Junkers Ju 20 und Junkers Ju 21 gebaut, die zuvor in Dessau entwickelt worden waren.

## Junkers Luftverkehr AG

Das Streckennetz der Junkers Luftverkehr AG vom 20. April 1925

Im Jahr 1921 richtete Junkers eine Abteilung Luftverkehr  mit einer untergeordneten Sektion Luftbild innerhalb seiner Junkers Flugzeugwerk AG ein, um für seine Flugzeuge einen neuen Absatzmarkt zu schaffen. 1924 wurde die Abteilung als Junkers Luftverkehr AG ausgegliedert. Innerhalb kurzer Zeit etablierte Junkers erfolgreich Fluglinien z. B. in der Türkei, in Persien und Südamerika und die Junkers Luftverkehr AG wuchs zur bedeutendsten Fluggesellschaft der Welt heran.
Um 1925 wurden 40 % des Weltluftverkehrsnetzes von Junkers-Flugzeugen beflogen, weil sich diese aufgrund ihrer Robustheit und Zuverlässigkeit in vielen Gebieten der Erde bewährt hatten. So sollte z. B. der persische Kronschatz in London ausgestellt werden, wofür ein sicheres Transportmittel gesucht wurde. Auf den persischen Straßen drohten vielfach Raubüberfälle, weshalb der Schah den Transport in zwei Junkers F 13 von Teheran an den persischen Golf befahl, wo ein britisches Kriegsschiff für den Weitertransport nach London bereitstand. Auch der Rücktransport erfolgte ohne Probleme auf diese Weise.
Allerdings war das Luftverkehrsgeschäft wegen der wenigen Passagierplätze (vier in einer F 13) unwirtschaftlich, weshalb die Junkers Luftverkehr AG immer abhängiger von staatlichen Subventionen wurde. Nach dem missglückten Sowjetunion-Geschäft verlangte das Deutsche Reich gegen die Übernahme der Schulden die Abtretung der Aktien der Junkers Luftverkehr AG. Junkers musste dieser Forderung nachkommen und in der Folge wurde die Junkers Luftverkehr AG im Januar 1926 mit dem Deutschen Aero Lloyd zur Deutschen Luft Hansa zusammengeschlossen. Die Luftbildabteilung ging stattdessen wieder in die Flugzeugwerk AG über.

## Die späten 1920er und die 1930er Jahre
Das erste dreimotorige Flugzeug war die Junkers G 23 von 1925. 1929 entstand die viermotorige Junkers G 38, die über Passagierkabinen in den Tragflächen verfügte. Die bekanntesten Flugzeuge von Junkers sind die Junkers F 13 (mit ihren Weiterentwicklungen Junkers W 33 und Junkers W 34) und die Junkers Ju 52/3m (auch „Tante Ju“ genannt).

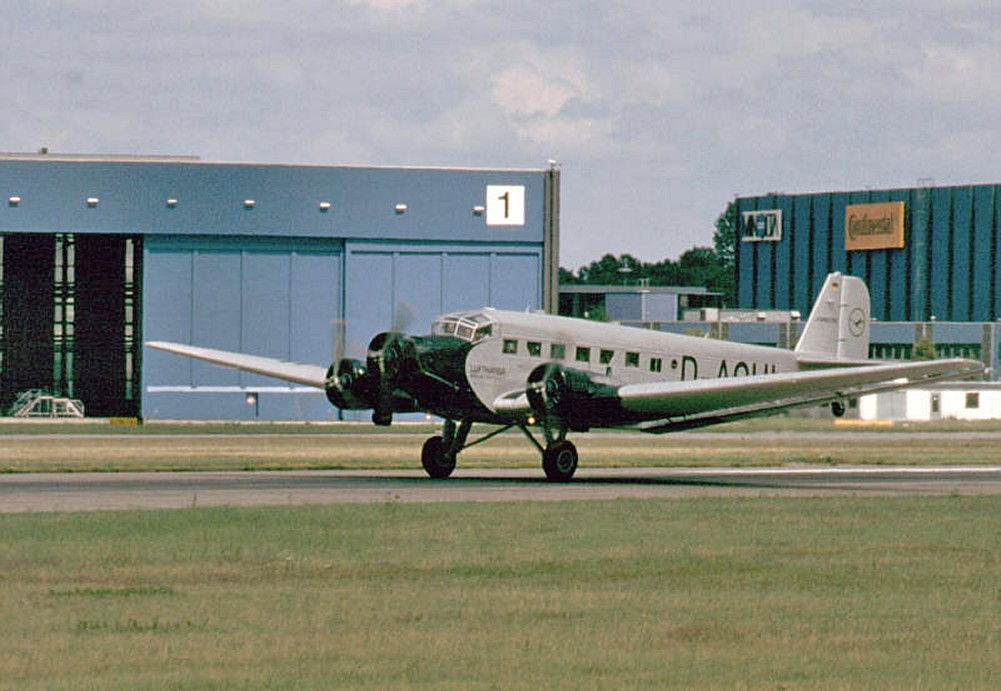
Junkers Ju 52/3m der Lufthansa beim Start

Im April 1928 gelang Hermann Köhl, Ehrenfried Günther Freiherr von Hünefeld und James Fitzmaurice in einer Junkers W 33 die erste Nonstop-Atlantiküberquerung von Ost nach West. Am 26. Mai 1929 stellte Werkspilot Willy Neuenhofen mit der Junkers W 34 be/b3e (Kennzeichen „D 1119“) mit 12.739 m einen absoluten Höhenflugrekord auf.
In den 1920er Jahren entwickelte Junkers Motorenbau die ersten Flugdieselmotoren. Es handelte sich um 6-Zylinder-Zweitakt-Gegenkolbenmotoren.

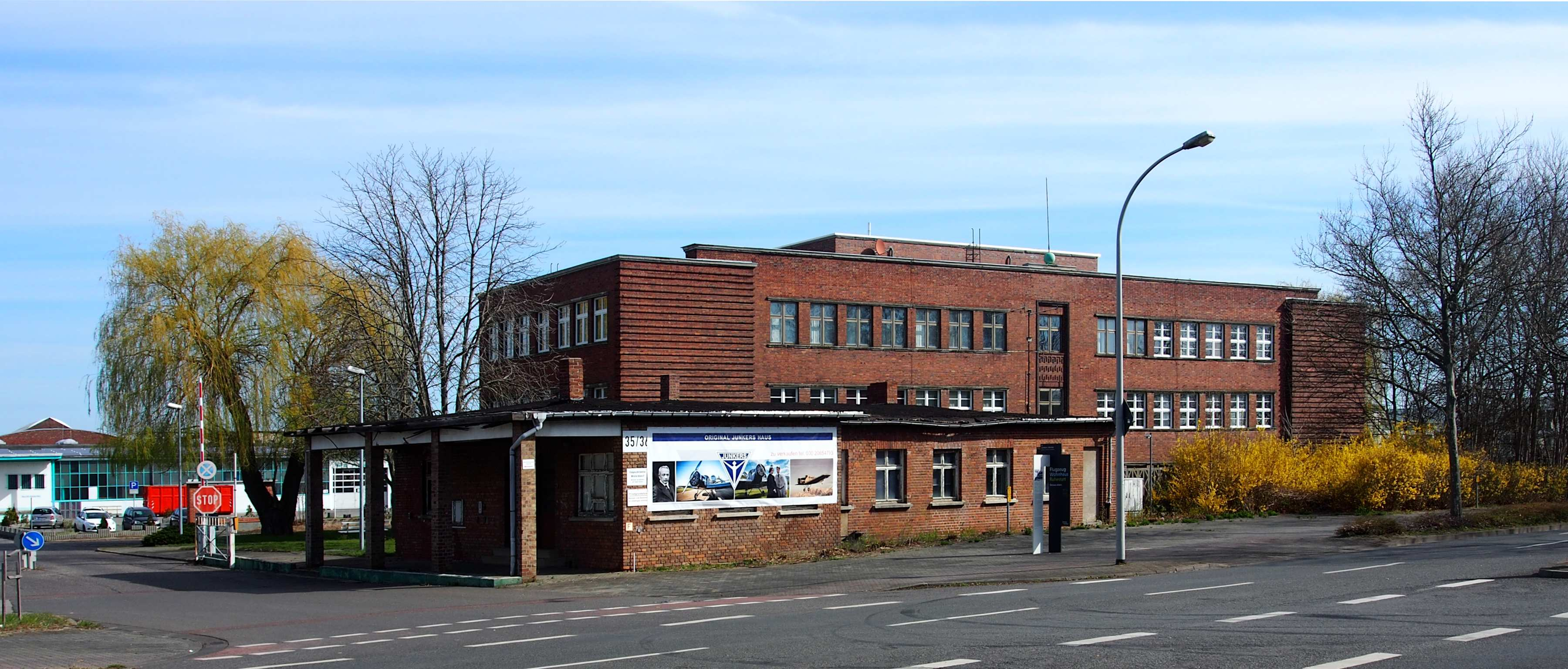
Gebäude der Junkers-Werke in Dessau

Im Zusammenhang mit der Weltwirtschaftskrise gerieten die Junkers-Werke Anfang der 1930er Jahre in große wirtschaftliche Schwierigkeiten, die 1932 in der Insolvenz mündeten. Teile des Konzerns wurden daraufhin abgestoßen. Nach der nationalsozialistischen Machtübernahme 1933 wurde Hugo Junkers gezwungen, die bei ihm verbliebenen Patente auf seine Unternehmen zu überschreiben und 51 % seiner Firmenanteile an das Reichsluftfahrtministerium (RLM) entschädigungslos abzugeben. Die Verwaltung der Beteiligung erfolgte durch die vom RLM als Tarngesellschaft extra gegründete Luftfahrtkontor GmbH. Gleichzeitig bekam Junkers Hausverbot in seinen Werken und verbrachte seine letzten Jahre in seinem Sommersitz in Bayrischzell. Nach Junkers’ Tod 1935 überließ seine Witwe und Erbin Therese Junkers die restlichen Anteile gegen eine Zahlung von etwa 30 Millionen RM ebenfalls der Luftfahrtkontor GmbH. Unter der Führung des neuen Junkers-Generaldirektors Heinrich Koppenberg wurden Junkers Motorenbau GmbH und Junkers Flugzeugwerk AG am 5. Juli 1936 zur Junkers Flugzeug- und Motorenwerke AG fusioniert und im Zuge der Aufrüstung der Wehrmacht zu einem der größten Rüstungskonzerne des Deutschen Reiches ausgebaut.

## Junkers Flugzeugwerke AG, Widnau (Schweiz)
2015 wurden im schweizerischen Dübendorf (Kanton Zürich) die Junkers Flugzeugwerke AG neu gegründet mit dem Ziel, historische Junkers-Flugzeuge unter Berücksichtigung moderner Sicherheitsstandards in Kleinserien nachzubauen bzw. alte Exemplare zu warten und flugfähig zu erhalten. Verantwortlich waren hierfür der JU-Air-Gründer Kurt Waldmeier und der deutsche Unternehmer Dieter Morszeck; seit April 2020 ist Morszeck alleiniger Chef der Junkers-Flugzeugwerke. Die Junkers-Erben erteilten für die Neugründung die Genehmigung zur Verwendung des Markennamens und des Logos.
Bereits 2013 war mit dem Nachbau einer Junkers F 13 begonnen worden. Am 19. September 2016 hatte die erste Maschine mit dem Luftfahrzeugkennzeichen HB-RIM ihren Erstflug. Im Juni 2021 wurde mit der Fertigung von Ultraleichtflugzeugen des Typs Ju A50 Junior begonnen; im Unterschied zu den originalen Sternmotoren haben die Nachbauten einen Rotax-912iS-Boxermotor mit 100 PS Leistung. Der erste Prototyp wurde 2019 fertiggestellt, der Erstflug erfolgte im Dezember 2021. Die ersten Exemplare wurden im April 2022 ausgeliefert.
2019 übernahmen die Junkers Flugzeugwerke auch den europäischen Vertrieb der amerikanischen Waco Aircraft Corporation. Im Juli 2020 verlegte die Junkers Flugzeugwerke AG ihren Hauptsitz in das Industriegebiet Nöllen im St. Gallischen Widnau. Der Wartungsbetrieb für Waco- und Junkers-Flugzeuge befindet sich auf dem Flugplatz Altenrhein.
Als Konsequenz aus dem Flugunfall vom 4. August 2018 mit einer Ju 52 der Ju-Air übernahmen die Junkers Flugzeugwerke die Wartungsarbeiten für Ju-Air. Allerdings scheiterte der bereits begonnene flugfähige Wiederaufbau der letzten verbliebenen Ju 52/3m des Vereins (HB–HOS) an neuen behördlichen Auflagen für den Flugbetrieb und daraus resultierenden finanziellen Erwägungen. Auch erwies sich der Markt für Nachbauten der historischen Junkers-Modelle als nicht so groß wie ursprünglich angenommen, so dass der Betrieb im Jahr 2022 restrukturiert werden musste. Dies führte dazu, dass der Standort Widnau geschlossen wurde. Fertigungsort der Flugzeuge ist nunmehr ausschließlich Oberndorf-Hochmössingen im Schwarzwald.
Nach der Junkers F13 und der A50 Junior wurde im Dezember 2023 als drittes Modell der „neuen“ Junkers-Flugzeugwerke die A60 präsentiert. Es handelt sich um eine Modifikation der A50, die anstelle der traditionellen Tandemanordnung von Pilot und Passagier nunmehr beiden Insassen nebeneinander Platz bietet. Zur Verbesserung der Aerodynamik ist das Flugzeug mit einem Einziehfahrwerk ausgestattet. Vorgesehen ist, die A60 wahlweise auch mit geschlossenem Cockpit anzubieten.